# Llengües nàhua
Les llengües nàhua o llengües asteques són un grup de llengües de la família lingüística uto-asteca que han estat objecte d'un fenomen fonètic anomenat llei de Whorf que consisteix a canviar l'original /*t/ a [tɬ] abans de */a/. Posteriorment algunes llengües nàhua han canviat /tl/ cap a /t/ o a /l/, però encara pot ser vist que el llenguatge va passar cap a -tl.
Les llengües nàhua comprenen l'extint pochutec i les diverses varietats del nàhuatl, inclosa el pipil.